# Jannik Robatsch
Jannik Thomas Robatsch (* 28. Dezember 2004 in Villach) ist ein österreichischer Fußballspieler.

## Karriere
Robatsch begann seine Karriere beim ATUS Velden. Zur Saison 2018/19 wechselte er in die Akademie des Wolfsberger AC. Bereits im März 2019 kehrte er aber wieder nach Velden zurück. Im Februar 2020 wechselte er zu den Amateuren des SK Austria Klagenfurt. In der Saison 2020/21 kam er zu zehn Einsätzen in der fünftklassigen Unterliga. In der Saison 2021/22 absolvierte er 17 Partien, mit dem Team stieg er zu Saisonende in die Kärntner Liga auf.
Im August 2022 gab er im ÖFB-Cup gegen den Regionalligisten Schwarz-Weiß Bregenz sein Profidebüt für Klagenfurt. In der vierthöchsten Spielklasse machte der Verteidiger für die Amateure in der Saison 2022/23 18 Spiele. Zur Saison 2023/24 rückte er fest in den Profikader der Kärntner. Sein Debüt in der Bundesliga gab er dann im November 2023, als er am 13. Spieltag jener Saison gegen den Wolfsberger AC in der 71. Minute für Turgay Gemicibaşi eingewechselt wurde. Insgesamt kam Robatsch zu 41 Einsätzen für die Klagenfurter im Oberhaus, aus dem die Austria aber am Ende der Saison 2024/25 abstieg.
Robatsch wechselte daraufhin zur Saison 2025/26 nach Deutschland zum Bundesligisten FC St. Pauli.